# Sala d'operacions conjuntes palestines
La Sala d'operacions conjuntes palestines (en àrab: غرقة العمليات المزترتة), també coneguda pel seu nom complet Sala conjunta per a les faccions de la resistència palestina (àrab: الغرفة المشتركة لفصائل المقاومة الفلسطينية ), és una sala d'operacions militars conjuntes que inclou les branques militars de les faccions armades palestines a la Franja de Gaza, inclosos grups islamistes i d'esquerra.

## Història
El 1996 es va formar per primera vegada per unir-se contra les hostilitats de les Forces de Defensa d'Israel durant diversos enfrontaments, en la qual incloïa a Hamàs i Gihad Islàmic palestí, però va caure en la foscor. Després, el 23 de juliol de 2018, es va desenvolupar, ampliar i formar amb el seu nom actual entre 12 ales militars, després de les violacions d'Israel a Jerusalem i la Mesquita d'Al-Aqsa, la més destacada de les quals va ser la instal·lació de portes electròniques. Actualment, consta de 12 grups armats diferents i ha coordinat una gran quantitat d'atacs contra Israel, inclosos els atacs del 7 d'octubre, i també ha coordinat la defensa i les represàlies contra l'agressió israeliana. El maig de 2023, Ayman Nofal va explicar els objectius i l'organització de la sala, que va dir era crear una aliança interorganizacional per a coordinar operacions i augmentar el potencial de la "Resistència Palestina", i perquè "es converteixi en un marc integral per a totes les organitzacions, xarxes i combatents, sense excepció". També va donar una llista de les 9 faccions de 12 que, segons va dir, estaven "completament unificades sota la sala".

## Membres
- Hamàs: Brigades Izz ad-Din al-Qassam
- Gihad Islàmic palestí: Brigades Al-Quds
- Front Popular per a l'Alliberament de Palestina: Brigades Abú Alí Mustafà
- Front Popular per a l'Alliberament de Palestina-Comandament General: Brigades Jihad Jibril
- Front Democràtic per a l'Alliberament de Palestina: Brigades de la Resistència Nacional
- Comitès de Resistència Popular: Brigades Al-Nasser Salah Al-Din
- Moviment de Llibertat Palestina: Brigades Al-Ansar[2][3][4]
- Brigades dels Màrtirs d'Al-Aqsa (exmembre de Fatah)